# Iglesia de Santiago (Miajadas)

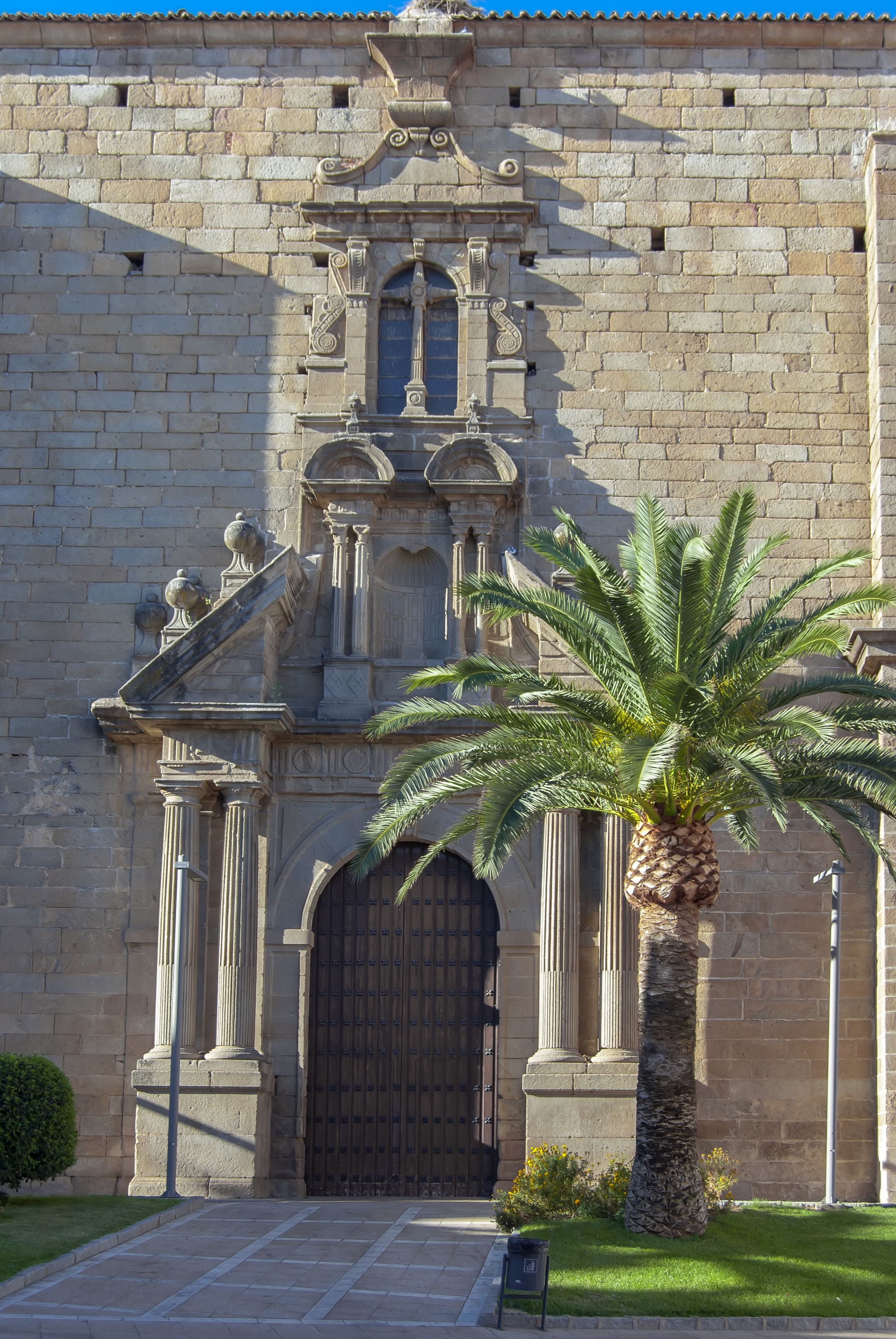
Fachada de la Iglesia Parroquial de Santiago Apóstol, Miajadas

La iglesia de Santiago Apóstol es una de las dos iglesias parroquiales católicas del municipio español de Miajadas en la provincia de Cáceres. Fue declarada Bien de Interés Cultural mediante el "DECRETO 38/1994, de 7 de marzo, por el que se declara Bien de Interés Cultural, con categoría de monumento la Iglesia Parroquial de Santiago, de Miajadas", publicado en el Diario Oficial de Extremadura el 15 de marzo de 1994.

## Descripción
En la plaza de Santiago se encuentra una magnífica construcción, el templo parroquial, que aunque realizada en el siglo XVI y primeros del XVII, conserva una portada gótica, único testimonio de lo que debería ser la primitiva iglesia. A mediados del siglo XVI se comenzó la construcción de la nueva iglesia bajo la dirección de Juan de Ezquerra, a este período responden la torre, la capilla bautismal y la nave.
Es un magnífico edificio exento de grandes proporciones; los espacios son amplios y están iluminados. Tiene planta de cruz latina con enorme crucero que llega a tener la longitud de la nave. Está realizada con sillarejo en la parte más antigua, mientras que el crucero y la capilla mayor son totalmente de sillares.
Tiene el templo cuatro puertas de entrada: 
- la más antigua es la de los pies, es el único testimonio de la primitiva fábrica. Es una puerta abocinada, con arco apuntado encuadrado en alfiz, estando este último así como las arquivoltas y jambas, decoradas con rosetas y bolas.
- en el último tramo de la nave, al lado de la epístola, se encuentra la segunda portada, de la segunda mitad del siglo XVI, está formada la puerta por un arco de medio punto flanqueado por pilastras acanaladas con capitel jónico; sobre el arco corre un friso decorado con círculos, rematándose la portada en frontón recto que contiene una hornacina avenerada.
- en el lado del evangelio, en el brazo del crucero, se encuentra una tercera puerta hoy tapiada. Es sencilla con un arco de medio punto que apoya en jambas; el arco se forma por alargadas dovelas planas con ménsulas en la clave. Esta portada debió realizarse en el mismo momento que su opuesta, aunque esta última es mucho más rica, con la decoración cubriendo todo el muro, llegando hasta el alero del tejado. La fachada del crucero del lado de la epístola es el tercer elemento que contribuye a dar a este lado del templo mayor realce.
- en la parte inferior se abre la puerta, con arco de medio punto y clave formada por un mensulón, flanqueándose el vano por pareadas columnas de fuste acanalado y capitel toscano; este primer cuerpo remata en entablamento con friso quebrado decorado con triglifos y metopas formadas por rosetas. Sobre él se ha dispuesto un gran frontón partido, también quebrado, rematado en los laterales por bolas y en el centro por una pequeña hornacina avenerada con un par de columnillas sobre plinto. Se flanquea la ventana por pilastras y rematándose en friso al que coronan un par de columnas contrapuestas en forma de S.

La torre se sitúa a los pies, en el lado de la epístola; sus muros son de sillarejo con sillares en los ángulos. De planta cuadrada y consta de dos cuerpos, el primero liso y el segundo con dos vanos en cada frente con arcos de medio punto; en uno de sus muros aparece la fecha 1560. Cuenta además el templo con una espadaña situada en el lado de la epístola, de sillares y de estructura muy sencilla, formada por un cuerpo con arco de medio punto y rematada en una cruz.
Interiormente consta de una nave muy amplia, de cuatro tramos separados por arcos apuntados sobre ménsulas; se cubren los tramos por bóveda de crucería de terceletes. El enorme crucero, así como los brazos y la capilla mayor, tienen bóveda de crucería moderna, estrellada en el crucero y de terceletes en los restantes lugares. La sacristía, situada junto al presbiterio, en el lado de la epístola, es de proporciones cuadradas y se cubre con bóveda baída.